# 哈剌䚟
哈剌䚟（1237年—1307年），又作哈剌带、哈剌歹、合剌带，元朝哈剌鲁（葛逻禄）人，管军万户八合之子。
哈剌䚟开始随军攻打宋朝在汉水上的重镇襄阳、樊城。担任水军镇抚跟随丞相伯颜南下，至元十二年（1275年）跟随阿术在焦山之战，获得南宋两艘战船。和招讨王世强率领五千水军、一百艘战船，击破江阴、许浦、金山、上海、崇明、金浦。获得战船三百艘，驻守澉浦。至元十三年（1276年），他担任招讨副使，追击宋将张世杰的水军，驻守定海，担任蒙古汉军招讨使，招降温州。至元十四年（1277年），拜为宣武将军、沿海经略使，兼副都元帅，镇守沿海。再进昭勇大将军，沿海招讨使，招降广州，攻打张世杰。至元十八年（1281年），擢升为辅国上将军、都元帅，和右丞范文虎东征日本，遇到台风，兵败丧师而还。至元二十二年（1285年），赐号拔都儿，历任沿海上万户府达鲁花赤、浙东宣慰使、中书左丞。大德五年（1301年），擢升为云南行省右丞，与云南行省左丞刘深攻打八百媳妇国，兵败，被罢职。去世后，追封巩国公，谥号武惠。

## 延伸阅读
[在维基数据编辑]
 《元史/卷132》，出自宋濂《元史》
 《新元史/卷161》，出自柯劭忞《新元史》